# Paul Spence
Pour les articles homonymes, voir Spence.
Paul Spence est un acteur, musicien et journaliste né le 29 janvier 1976 à Calgary, Alberta, Canada. Il est connu pour son rôle dans le film indépendant Fubar : the movie, un faux documentaire de Michael Dowse remarqué au festival du film de Sundance en 2002.
Domicilié à Montréal, Québec, Paul Spence est chanteur et guitariste de CPC Gangbangs. Il est aussi critique musical pour l'hebdomadaire montréalais Hour.